# Nomad (englische Band)
Nomad ist ein englisches House-Projekt, das besonders in der ersten Hälfte der 1990er Jahre erfolgreich war. Die Single (I Wanna Give You) Devotion brachte Anfang 1990 den internationalen Durchbruch und ist zudem der größte Hit Nomads.

## Biografie
Ende der 1980er Jahre gründete der Produzent, Schriftsteller und Kolumnist Damon Rochefort ein Dance-Projekt. Sein rückwärts buchstabierter Vorname ergab den Bandnamen Nomad. Zu den wechselnden Mitgliedern gehörten Steve McCutcheon, Kelvin Bruno sowie die Singer-Songwriterin und Schauspielerin Sharon D. Clarke, die schon den 1989er Hit Rich in Paradise des F. P. I. Projects sang.
Die erste Nomad-Single The Raggamuffin Number, ein Feature mit dem Soul-II-Soul-Mitglied Daddae Harvey, erschien 1989. Bereits die nachfolgende Single (I Wanna Give You) Devotion wurde im Januar 1990 ein weltweiter Erfolg. Das Lied platzierte sich in den Top 20 in Deutschland, in den Top 10 in Österreich und der Schweiz und stieg in England sogar bis Platz 2. Zwar erreichte der Track nicht die amerikanischen Billboard Hot 100, wurde aber Nummer eins der Billboard Dance Music/Club Play Singles.
Ein viertel Jahr später folgte Just a Groove. Die Single konnte lediglich in der Schweiz eine Top-10-Position erreichen, in den UK-Charts stand das Lied in den Top 20, in Deutschland und Österreich waren nur mittlere Chartplätze möglich. Mit Something Special (1991), Your Love Is Lifting Me und 24 Hours a Day (beide 1992) konnte Nomad nur noch kleine Erfolge in der Heimat erzielen. Das gelang 1995 mit einer neuen Version von (I Wanna Give You) Devotion zum letzten Mal.

## Diskografie

### Alben
| Jahr | Titel           | Höchstplatzierung, Gesamtwochen, AuszeichnungChartplatzierungen (Jahr, Titel, Platzierungen, Wochen, Auszeichnungen, Anmerkungen) | Höchstplatzierung, Gesamtwochen, AuszeichnungChartplatzierungen (Jahr, Titel, Platzierungen, Wochen, Auszeichnungen, Anmerkungen) | Höchstplatzierung, Gesamtwochen, AuszeichnungChartplatzierungen (Jahr, Titel, Platzierungen, Wochen, Auszeichnungen, Anmerkungen) | Höchstplatzierung, Gesamtwochen, AuszeichnungChartplatzierungen (Jahr, Titel, Platzierungen, Wochen, Auszeichnungen, Anmerkungen) | Anmerkungen |
| Jahr | Titel           | DE | AT | CH | UK | Anmerkungen |
| ---- | --------------- | --- | --- | --- | --- | ----------- |
| 1991 | Changing Cabins | — | — | — | UK48 (2 Wo.)UK |             |

### Singles
| Jahr | Titel Album                                 | Höchstplatzierung, Gesamtwochen, AuszeichnungChartplatzierungen (Jahr, Titel, Album, Platzierungen, Wochen, Auszeichnungen, Anmerkungen) | Höchstplatzierung, Gesamtwochen, AuszeichnungChartplatzierungen (Jahr, Titel, Album, Platzierungen, Wochen, Auszeichnungen, Anmerkungen) | Höchstplatzierung, Gesamtwochen, AuszeichnungChartplatzierungen (Jahr, Titel, Album, Platzierungen, Wochen, Auszeichnungen, Anmerkungen) | Höchstplatzierung, Gesamtwochen, AuszeichnungChartplatzierungen (Jahr, Titel, Album, Platzierungen, Wochen, Auszeichnungen, Anmerkungen) | Anmerkungen            |
| Jahr | Titel Album                                 | DE | AT | CH | UK | Anmerkungen            |
| ---- | ------------------------------------------- | --- | --- | --- | --- | ---------------------- |
| 1991 | (I Wanna Give You) Devotion Changing Cabins | DE13 (16 Wo.)DE | AT10 (10 Wo.)AT | CH6 (13 Wo.)CH | UK2 Silber · (13 Wo.)UK | feat. MC Mikee Freedom |
| 1991 | Just a Groove Changing Cabins               | DE32 (9 Wo.)DE | AT29 (1 Wo.)AT | CH10 (10 Wo.)CH | UK16 (6 Wo.)UK |                        |
| 1991 | Something Special Changing Cabins           | — | — | — | UK73 (1 Wo.)UK |                        |
| 1991 | 24 Hours a Day –                            | — | — | — | UK61 (1 Wo.)UK |                        |
| 1992 | Your Love Is Lifting Me –                   | — | — | — | UK60 (2 Wo.)UK |                        |
| 1995 | (I Wanna Give You) Devotion (Remixes) –     | — | — | — | UK42 (2 Wo.)UK |                        |

Weitere Singles
- 1989: The Raggamuffin Number (feat. Daddae Harvey)
- 2003: (I Wanna Give You) Devotion (Spike vs. Nomad)
- 2006: Devotion (mit Groove Diggerz)